# Laberia
Laberia - kraina historyczna z południowej Albanii. 
Laberia rozpościera się mniej więcej od miasta Vlora (na północy) do Sarandë (na południu), od wschodu obejmuje miasta Gjirokastër i Tepelenë, natomiast zachodnią naturalną granicą jest wybrzeże Adriatyku. Mieszkańcy Laberii (Labowie) wykazują odrębność od pozostałych mieszkańców Albanii w zakresie kultury materialnej i niematerialnej (stroje, język, zwyczaje, tradycje).